# Alphonse Mex

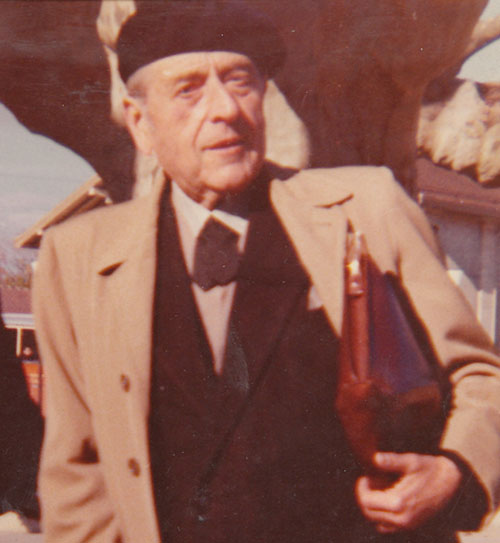
Alphonse Mex (1954)

Alphonse Mex (* 4. Dezember 1888 in Yvorne, Kanton Waadt; † 26. Mai 1980 in Bex) war ein Schweizer Schriftsteller.

## Leben
Alphonse Mex wuchs als Sohn eines Weinbauern in Yvorne auf. Nach dem Schulabschluss arbeitete er erst als Verwaltungsbeamter, dann als Versicherungsinspektor. Dazu verfasste er Theaterstücke, Prosawerke und Gedichte.
1964 wurde er Ehrenbürger der Gemeinde Aigle und nach ihm ein Platz benannt: Place Alphonse Mex.

## Auszeichnungen
- 1962: 1. Preis der Société Arts-Sciences-Lettres, Paris
- 1970: Wilfried-Lucas-Preis der Académie des sciences, lettres et arts d’Alsace

## Werke

### Prosa
- Amour et politique. Erzählung, Lausanne 1926
- Contes du Pays romand, Lausanne 1928
- Le Jardin du Mal. Roman, Montreux 1930
- Les Mobs de 1914 à 1918, racontés par nos soldats, Lausanne 1934
- La Main noire. Roman, Montreux 1935
- Le Rhône, Monthey-Bex 1957
- Aigle, Yvorne et Corbeyrier, Neuchâtel 1966
- Dans la splendeur d’un chant de France. L’œuvre épique de Wilfrid Lucas, Caen 1966

### Lyrik
- Les Rimes du Fou de pique, Aigle 1943
- Mon rêve et ma foi, Lausanne 1955
- L’Idéal humain, Rodez 1958
- La Voix du silence, Lausanne 1960

### Dramen
- Mystification, 1925
- Conscience, 1927
- La Politique à Sami, 1931
- Oiseaux de passage, 1934
- La Cour des miracles, 1935
- Panne d’amour, 1937
- Désarmement, 1938
- Guérilla, 1944
- La Grande Volière, 1946
- La Grande Mascarade, 1969